# ستيفن سيمبسون (عالم)
ستيفن سيمبسون (بالإنجليزية: Stephen Simpson)‏ هو عالم أسترالي، ولد في 26 يونيو 1957.

## وصلات خارجية
- الموقع الرسمي